# Anthropology
Anthropology ist eine Jazz-Komposition von Charlie Parker, Dizzy Gillespie und Joe Bishop von 1946.
Das Jazz-Thema Anthropology mit 32 Takten, Form AABA, basiert auf der harmonischen Basis des Jazz-Standards I Got Rhythm von George Gershwin. Die überwiegend auf Achtelnoten aufgebaute Melodie wird zumeist im Unisono vorgetragen und meist im Up tempo gespielt.
Die Komposition gehörte schon früh zum klassischen Repertoire des Bebop und wurde allein von Parker von 1946 bis 1951 über sieben Mal aufgenommen. Dizzy Gillespie spielte das Stück dreimal ein.
Anthropology wurde auch von Don Byas, Tadd Dameron, Barry Harris, Peter Herbolzheimer, Clifford Jordan, Paul Kuhn, Brad Mehldau, Bud Powell, James Moody, Gerry Mulligan, Art Pepper, Ira Sullivan, Lucky Thompson und Claude Thornhill eingespielt.